# Eesti Liinirongid

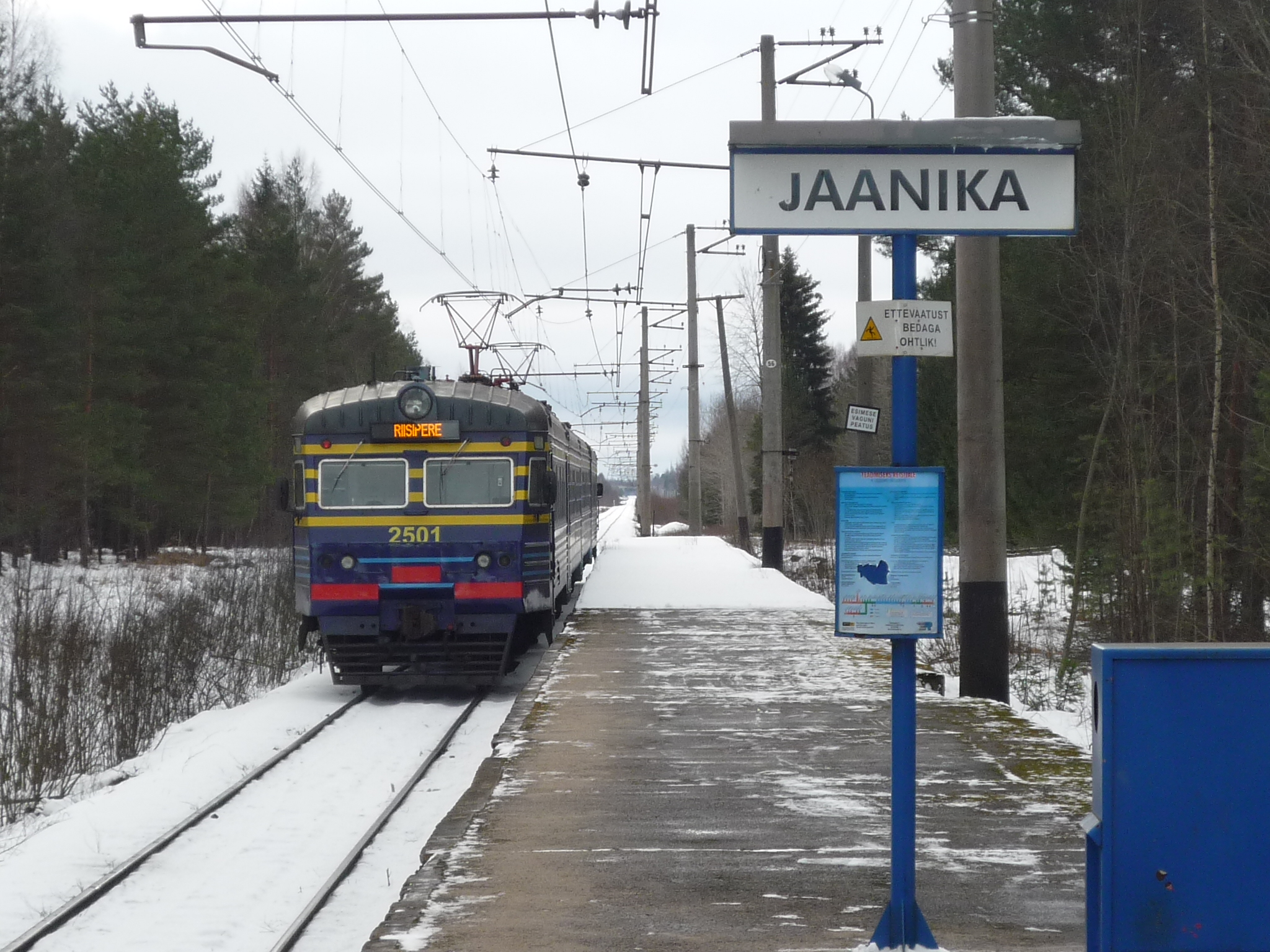
Elektrická jednotka ER12 opouští zastávku Jaanika (2009)

Eesti Liinirongid AS (zkratka Elron, Estonské linkové vlaky), do září 2013 Elektriraudtee AS (Elektrická železnice), (VKM: ELRON) je estonský osobní železniční dopravce. Společnost provozuje osobní železniční dopravu na všech vnitrostátních trasách v Estonsku a jejím jediným akcionářem je estonský stát.

## Historie
Společnost vznikla při restrukturalizaci Eesti Raudtee v roce 1998 jako Elektriraudtee AS a původně se zabývala provozem elektrických příměstských vlaků v okolí estonského hlavního města. Její vozový park v této době tvořily zejména jednotky ER12 a ER2, vyrobené v 70. a 80. letech v rižské vagonce RVR. V průběhu let 2012 až 2014 proběhla dodávka nových jednotek Stadler FLIRT, se kterými firma již pod novým názvem 1. ledna 2014 převzala osobní provoz na všech železničních tratích v zemi.

## Síť spojů

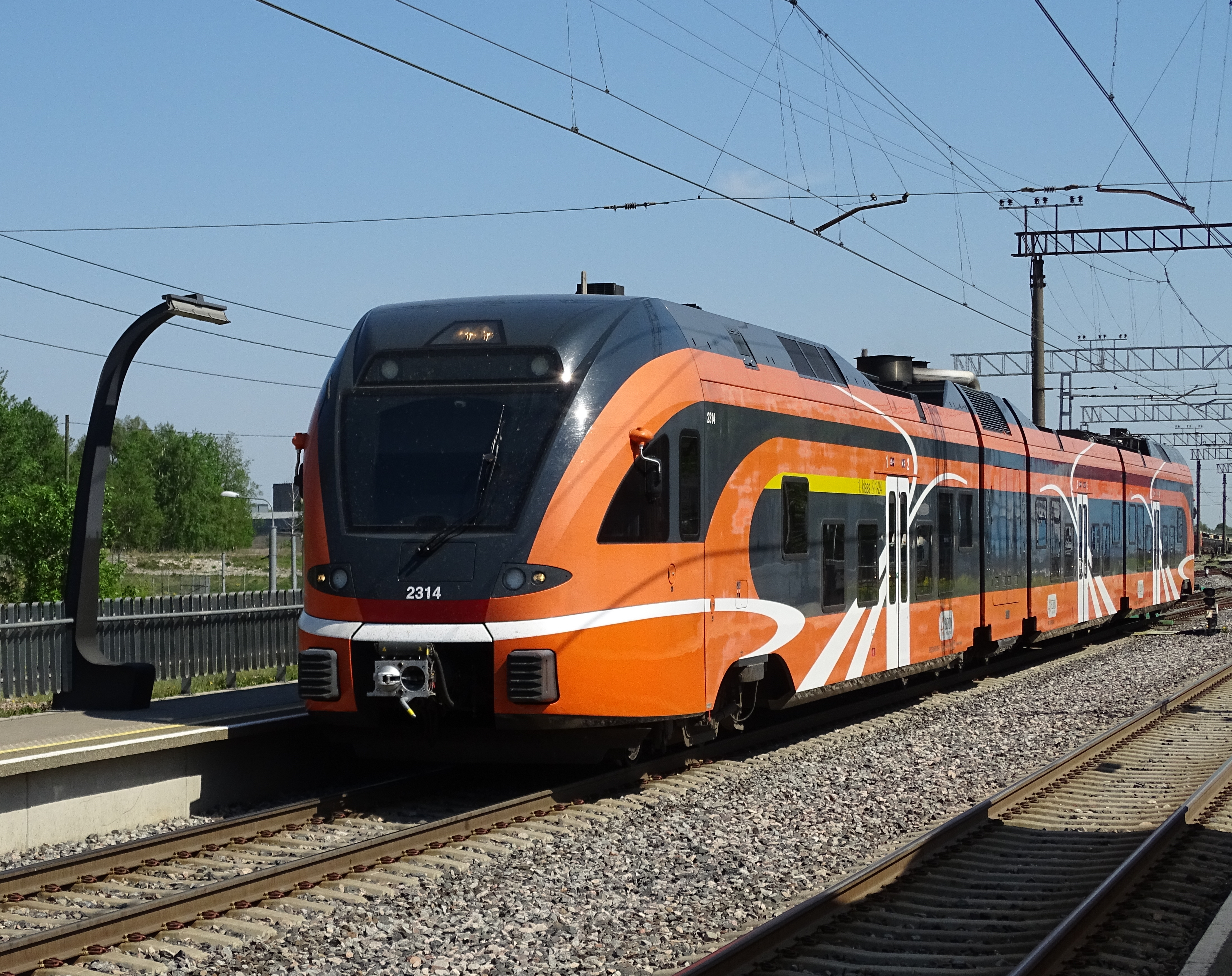
Dieselová jednotka FLIRT ve stanici Ülemiste

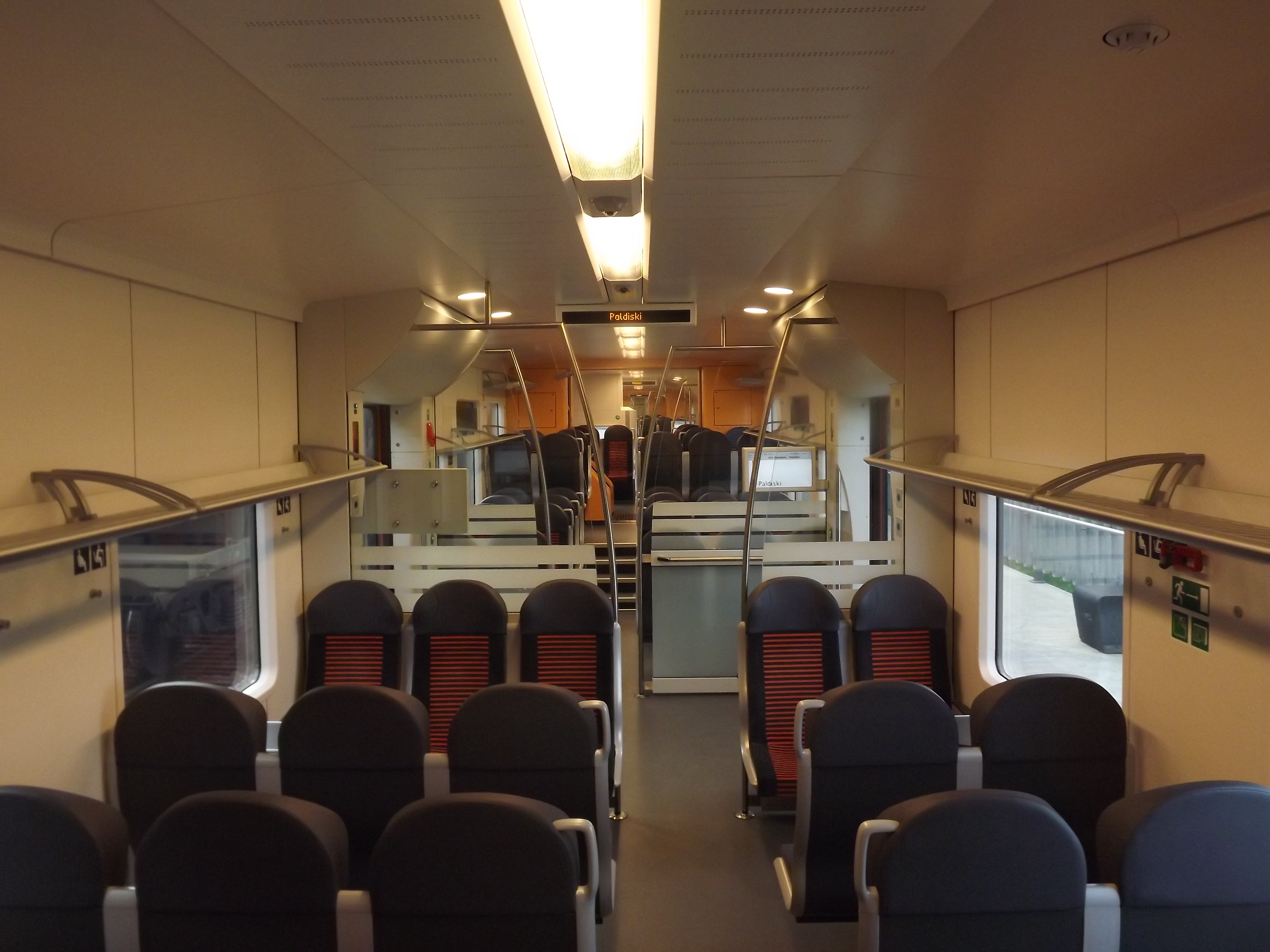
Interiér jednotky FLIRT

Elron vypravuje vlaky na čtyřech linkách:
- Jihovýchodní linka: Tartu – Valga a Tartu – Koidula – Piusa;
- Jihozápadní linka: Tallinn – Rapla – Türi – Viljandi;
- Východní linka: Tallinn – Aegviidu – Tapa – Tartu a Tapa – Narva;
- Západní linka: Tallinn – Pääsküla – Keila – Klooga – Paldiski, Klooga – Kloogaranna a Keila – Turba.

Nejfrekventovanější je západní linka, kde v úseku Tallinn – Pääsküla ve špičkách pracovních dnů vlaky jezdí v intervalech 10–20 minut (trať prochází předměstími Tallinu). Naopak na venkovské jihovýchodní lince jezdí pouze 2–3 páry osobních vlaků denně.
Elron provozuje dvě vlakové kategorie. Kategorie běžných zastávkových vlaků nemá oficiální označení; kategorie zrychlených vlaků je označována jako Ekspress (expres). Obě kategorie jsou obsluhovány stejnými vozidly a liší se tak pouze počtem nácestných zastávek a cenou jízdenky. V jízdním řádu pro cestující jsou zastávkové vlaky označovány trojciferným číselným označením, expresní vlaky dvouciferným. Podle oficiálních stránek dopravce jezdí 99 % spojů včas.

## Vozidla
Vozový park společnosti tvoří 38 jednotek typu Stadler FLIRT. Jejich dodávka byla zahájena v závěru roku 2012 a dokončena v květnu 2014. 20 jednotek je dieselových, 18 je elektrických. Všechna vozidla jsou opatřena oranžovo-černým nátěrem a jsou plně nízkopodlažní. Interiér je vybaven klimatizací, Wi-Fi připojením a elektrickými zásuvkami; nachází se v něm také bezbariově přístupné WC, stojany na kola, místo pro cestující na vozíku a dětský koutek. Dále je ve vozidlech elektronický informační systém a automat na jízdenky. V roce 2018 byl do jednotky č. 2425 instalován také automat s občerstvením. Kvůli oranžovému nátěru se vlakům také někdy přezdívá porgandid (mrkve).
Vzhledem k rostoucímu počtu cestujících společnost ohlásila výběrové řízení na dodávku nových vozidel. Ta by měla od roku 2024 jezdit mezi Tallinnem a Tartu po dokončení elektrifikace trasy. Do konkurzu se přihlásily společnosti Stadler a Škoda. Termín pro podání nabídek byl 1. září 2020. Vítězem výběrového řízení se stala společnost Škoda Vagonka, která dodá šest třívozových dvousystémových jednotek. Cena kontraktu je 56,2 milionu eur.
| Číslo | Počet vozů | Datum dodání | Přezdívka (estonsky) | Původ přezdívky                                                          |
| ----- | ---------- | ------------ | -------------------- | ------------------------------------------------------------------------ |
| 1309  | 3          | 11.06.2013   | Berta                | ženské jméno                                                             |
| 1310  | 3          | 17.06.2013   | Kedder               | německý název pro město Kehra                                            |
| 1311  | 3          | 02.07.2013   | Riesenberg           | německý název pro město Riisipere                                        |
| 1316  | 3          | 22.07.2013   | Koit                 | estonsky úsvit                                                           |
| 1319  | 3          | 14.08.2013   | Hämarik              | estonsky soumrak                                                         |
| 1321  | 3          | 03.09.2013   | Päike                | estonsky Slunce                                                          |
| 1323  | 3          | 20.09.2013   | Tulihobune           | estonsky Ohnivý kůň                                                      |
| 1324  | 3          | 27.09.2013   | Apelsin              | estonsky pomeranč                                                        |
| 1326  | 3          | 04.10.2013   | Pikne                | jméno staroestonského boha bouří a větru                                 |
| 1327  | 3          | 21.10.2013   | Elektra              | pojem elektřina                                                          |
| 1329  | 3          | 31.10.2013   | Kõu                  | estonsky hrom                                                            |
| 1330  | 3          | 21.11.2013   | Amandus              | Amandus Adamson, estonský umělec (1855–1929)                             |
| 1401  | 4          | 17.11.2012   | Kegel                | německý název města Keila                                                |
| 1402  | 4          | 12.12.2012   | Charlottenhof        | německý název obce Aegviidu                                              |
| 1403  | 4          | 21.01.2013   | Lendav Läänlane      | estonsky Létající Západňan, pravděpodobně aluze na Létajícího Hamburčana |
| 1406  | 4          | 04.06.2013   | Bussnang             | sídlo společnosti Stadler, obec ve Švýcarsku                             |
| 1407  | 4          | 04.06.2013   | Pääskülä             | název předměstí Tallinnu                                                 |
| 1408  | 4          | 11.06.2013   | Orle                 | ?                                                                        |

| Číslo | Počet vozů | Datum dodání | Přezdívka (estonsky) | Původ přezdívky                                                      |
| ----- | ---------- | ------------ | -------------------- | -------------------------------------------------------------------- |
| 2233  | 2          | 04.03.2013   | Lembitu              | jméno legendárního estonského krále                                  |
| 2234  | 2          | 04.02.2014   | Werro                | německý název města Võru                                             |
| 2235  | 2          | 13.03.2014   | Pölwe                | německý název města Põlva                                            |
| 2236  | 2          | 13.03.2014   | Pisuhänd             | název populární satirické komedie z roku 1913                        |
| 2237  | 2          | 15.05.2014   | Linda                | ženské jméno                                                         |
| 2238  | 2          | 15.05.2014   | Martino              | ?                                                                    |
| 2305  | 3          | 18.02.2013   | Mulgi Ekspress       | region Mulgimaa (jižně od Viljandi)                                  |
| 2312  | 3          | 17.06.2013   | Fellin               | německý název města Viljandi                                         |
| 2313  | 3          | 02.07.2013   | Pernau               | německý název města Pärnu                                            |
| 2314  | 3          | 16.07.2013   | Hermet               | ?                                                                    |
| 2315  | 3          | 16.07.2013   | Johanna              | ženské jméno                                                         |
| 2317  | 3          | 14.09.2013   | Susanna              | ženské jméno                                                         |
| 2318  | 3          | 22.07.2013   | Pitka                | ?                                                                    |
| 2320  | 3          | 13.08.2013   | Luule                | estonsky poezie                                                      |
| 2404  | 4          | 10.12.2012   | Pahlen               | název baltského šlechtického rodu                                    |
| 2422  | 4          | 02.07.2013   | Reval                | německý název Tallinnu                                               |
| 2425  | 4          | 04.10.2013   | Dorpat               | německý název Tartu                                                  |
| 2428  | 4          | 31.10.2013   | Krull                | průmyslník Franz Krull (1835–1901), zakladatel tallinských strojíren |
| 2431  | 4          | 21.11.2013   | Tarapita             | jméno boha ze staroestonské mytologie                                |
| 2432  | 4          | 30.12.2013   | Balti Ekspress       | estonsky baltský expres                                              |